# Barbara Ess
Barbara Ess (4. dubna 1944 – 4. března 2021) byla americká fotografka, která často používala dírkovou kameru. Je také známá díky hudební a redaktorské práci ve stylu No wave.

## Vzdělání
Ess získala titul BA na Michiganské univerzitě a navštěvovala London School of Film Technique.

## Fotografie
Barbara Ess byla známá především svými velkoformátovými temnými fotografiemi, které byly často vytvářeny dírkovou komorou. Obvykle byly potištěny pouze jednou zemitou barvou, například jantarovou nebo tlumenou modročernou. Autorka se prezentovala na samostatných i skupinových mezinárodních výstavách a její díla jsou často recenzována.
Její obrazy jsou záměrně ponechány vágní a nevyřešené. Jako takové iniciují celou řadu emocí od snové úzkosti a bezmocnosti až po okouzlení fantazií a romantickou estetickou kvalitou její staromódní dírkové metody. Její fotografie se vracejí k přístupu k umělecké fotografii z devatenáctého století známému jako piktorialismus a k známé amatérské fotografce Julii Margaret Cameronové. Piktorialisté a Cameronová často zpodobňovali přírodu, ženy a děti jako hlavní objekty, vytvářející obrazy živých obrazů, které evokovaly náladové příběhy s otevřeným koncem.
O svém záměru fotografky řekla Ess: „Svým způsobem se snažím fotografovat to, co se vyfotografovat nedá.“
Získala granty od LINE, programu Creative Artists Public Service Program a Kitchen Media a stipendium od Mid Atlantic Arts Foundation a National Endowment for the Arts (fotografie).
Od roku 1997 učila fotografii na Bard College.

## Hudba
Ess od roku 1978 hrála a nahrávala post-punkovou hudbu s několiak kapelami, včetně The Static, Disband a Y Pants. Často vystupovala v uměleckých galeriích, v klubu Mudd a na Tier 3. Ess zůstala hudebně aktivní i v 80. letech, přispívala skladbami do časopisu Tellus Audio Cassette Magazine a v roce 2001 spolupracovala s Peggy Ahwesh na produkci Radio Guitar pro Ecstatic Peace!.

## Redakční práce: Just Another Asshole
Just Another Asshole byl projekt typu no wave, publikace kombinované techniky fungovala na Lower East Side na Manhattanu od roku 1978 do roku 1987.Barbara Ess uspořádala a upravila sedm čísel Just Another Asshole, která vznikla díky otevřenému procesu spolupráce. Vydání 3 a 4 společně upravila Jane M. Sherry a čísla 5 až 7 společně upravil Glenn Branca. Mezi formáty vydání patří: zine, LP desky, velkoformátový tabloid, časopisy, katalogy výstav a brožované knihy.

## Sbírky
Práce umělkyně je mimo jiné ve sbírkách Museum of Contemporary Art Los Angeles, Muzeum amerického umění Whitneyové a Sanfranciské muzeum moderního umění.